# Anton Foohs

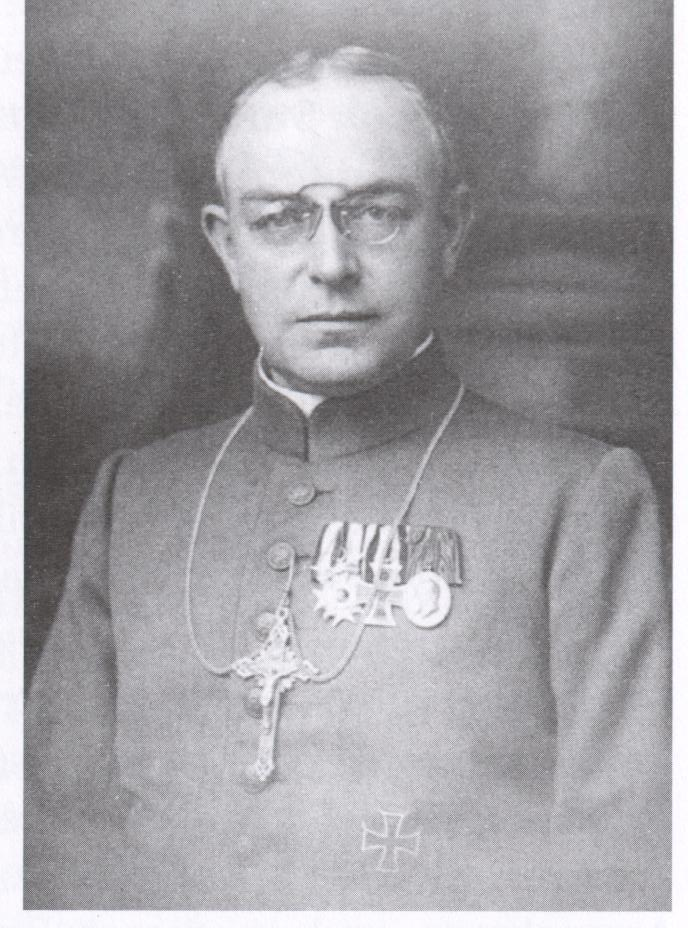
Anton Foohs, ca. 1918

Anton Foohs (* 3. Januar 1871 in Kerzenheim; † 12. Dezember 1940 in München) war Priester der Diözese Speyer, Initiator des 1. Speyerer Diözesan-Katholikentages in Johanniskreuz, 1908, Militärseelsorger in Landau, ab 1910; im Ersten Weltkrieg Divisionspfarrer der 3. Bayerischen Infanteriedivision, nach dem Krieg Feldgeistlicher im Freiwilligen-Detachement Probstmayer, bei der Reichswehr und der Bayerischen Landespolizei, dann Studienprofessor für Religionslehre in Würzburg. Er trug die akademischen Grade bzw. Titel Dr. phil., Geistlicher Rat und Päpstlicher Geheimkämmerer.

## Leben
Anton Foohs wurde am 3. Januar 1871 im nordpfälzischen Kerzenheim, als Sohn der Bauersleute Anton Foohs und Catharina Barbara geb. Wildanger geboren. Ab 1881 besuchte er die Lateinschule in Grünstadt, dann das Gymnasium in Neustadt, wo er 1890 sein Abitur ablegte. Danach begann er seine philosophischen, theologischen und juristischen Studien in Innsbruck (3 Semester) und wechselte dann an die Universität Würzburg, wo er zum Doktor der Philosophie promovierte. Nach Beendigung des Studiums wurde er in das Priesterseminar zu Speyer aufgenommen und am 16. August 1895 zum Priester geweiht.
Nach Kaplansjahren in Lambrecht (Grevenhausen), Ensheim, und Edenkoben, erhielt er 1902 die Expositur Böbingen, 1905 wurde er Pfarrverweser in Harthausen, 1906 Pfarrer von Trippstadt im Pfälzerwald. Als dortiger Pfarrer initiierte er 1908 maßgeblich den 1. Speyerer Diözesan-Katholikentag in dem zu seiner Pfarrei gehörigen Flecken Johanniskreuz. Dieser Katholikentag ist heute zur festen Tradition im Bistum Speyer geworden und fand bis zum Jahr 2007 an der von Pfarrer Foohs ausgesuchten Stelle in Johanniskreuz statt. Wegen Waldschäden und dadurch notwendiger, teurer Sicherungsarbeiten kann die Veranstaltungen momentan nicht mehr dort stattfinden.

Am 1. November 1910 trat Anton Foohs die Stelle des Militärgeistlichen in der bayerischen Garnisonsstadt Landau an. Mit Ausbruch des Ersten Weltkrieges avancierte er zum Divisionspfarrer der 3. Bay. Infanterie-Division. In dieser Eigenschaft machte er den gesamten Krieg mit. In seinem Nachruf, in der Speyerer Bistumszeitung "Pilger", werden offizielle Beurteilungen aus dem militärischen Qualifikationsbericht zitiert. Es heißt dort u. a.:

„Feldgeistlicher Dr. Anton Foohs ist ein vorbildlicher Feldseelsorger, der weit über seine Pflicht hinaus seines Amtes waltet und bei allen Gefechten unerschrocken das Sperrfeuer durchbricht um in vorderster Linie den Verwundeten beizustehen und den Kämpfenden zuzusprechen. Obwohl seine Leistungen das Pflichtgemäße erheblich übersteigen, ist er still und bescheiden und hat nie am Morgen davon gesprochen, daß er in der Kampfnacht in vorderster Linie war. Ein liebenswürdiger, feiner, stets heiterer Gesellschafter, im Stabe sehr beliebt.... Pfarrer Dr. Foohs hat die ihm zuerkannten Eigenschaften in den großen Abwehrschlachten von Arras, Loos, an der Somme und in Flandern bestätigt. Sein Eisernes Kreuz I. Klasse ziert ein echtes Soldatenherz im Priesterkleid.... Unvergesslich wird es der Division bleiben, wie Dr. Foohs am 9.6.1918 beim Sturm auf den Thiescourt-Wald, 12 Stunden in den vordersten Reihen weilte... sein Amt erfüllend.“

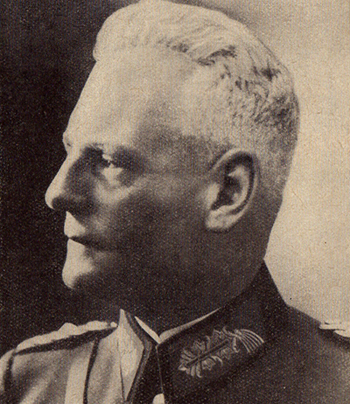
General Hermann Ritter von Speck, republikanischer Standortkommandant von Würzburg; er schätzte seinen erfahrenen Militärpfarrer Anton Foohs sehr.

Anton Foohs war etatsmäßiger, bayerischer Divisionspfarrer vom 1. August 1914 bis 13. Dezember 1918. In dieser Zeit hielt er sich permanent an der Front auf. Nach dem Krieg blieb er als Seelsorger zunächst freiwillig bei seinen Kameraden. Er betreute das Detachement von Major Theodor Probstmayer, dem letzten Kommandeur des 4. Bayerischen Infanterie Regiments und nahm mit diesem – dem Freikorps Epp unterstellt – im Auftrag der Reichsregierung, an den Kämpfen gegen die Räteherrschaft in Augsburg und München teil. Das Detachement Probstmayer ging im Juni 1919 mit anderen Freiwilligenverbänden (z. B. Freikorps Würzburg, Freikorps Aschaffenburg, Freikorps Bamberg, Freikorps Bayreuth, Eiserne Schar Berthold) in der „Reichswehr-Brigade 23 Würzburg“ auf. Anton Foohs wohnte nun in der Pfarrei St. Bernhard Würzburg und pastorierte als Priester die genannte Reichswehrformation, sowie die (kasernierte) Bayerische Landespolizei Würzburg. Bei seinem Abschied schrieb der Standortkommandant General Hermann Ritter von Speck in einem Tagesbefehl.:

„Die hohe Auffassung seines Berufes, seine Persönlichkeit als Priester wie als Mensch, sein tätiges Beispiel praktischen Christentums, verbunden mit einem lebendigen Verständnis für Soldatenart und Soldatenwesen, haben dem scheidenden Militärseelsorger in höchstem Maße das Vertrauen und die Verehrung der von ihm betreuten Soldatengemeinde erworben, die weit über sein jetziges Scheiden hinaus wirksam sein werden.“

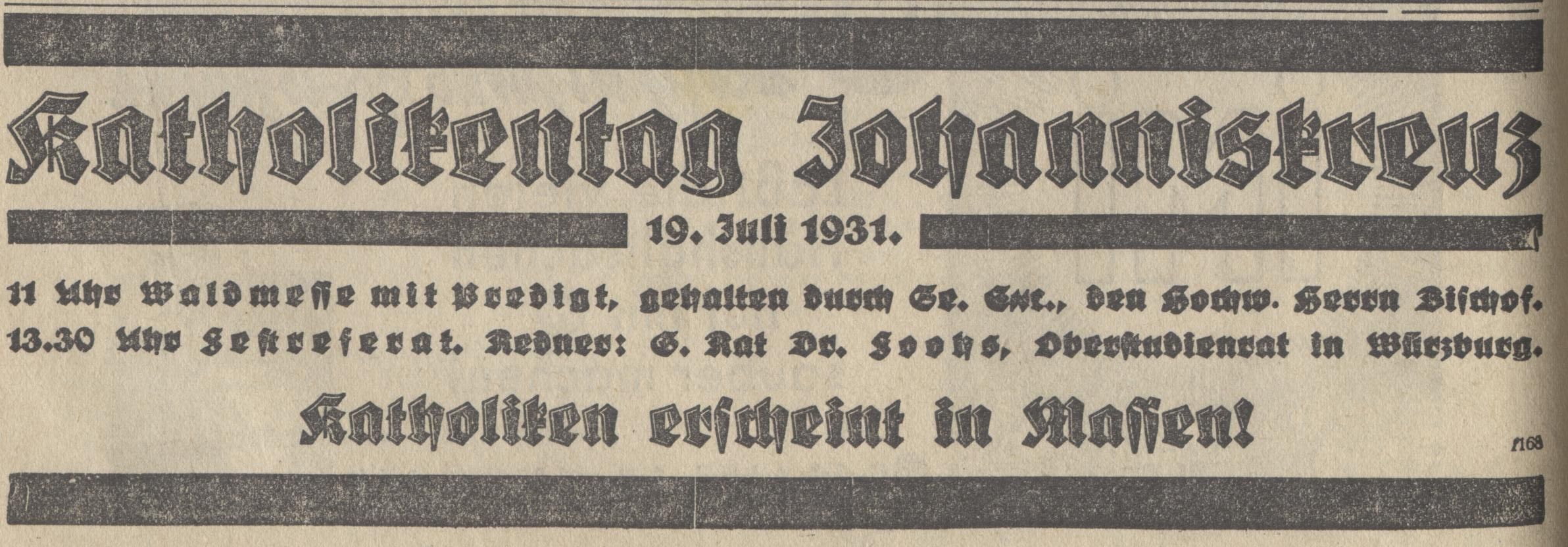
Werbeanzeige zum Katholikentag in Johanniskreuz 1931, mit Anton Foohs als Festredner

Ab 1921 fungierte Anton Foohs als Studienprofessor (später Oberstudienrat) für Religionslehre an der Kreisoberrealschule Würzburg, zeitweise auch zusätzlich am Lyzeum, am Mädchenrealgymnasium und an der Frauenschule. Bischof Matthias Ehrenfried von Würzburg ernannte ihn 1930 zu seinem Geistlichen Rat.
Am 19. Juli 1931 trat Anton Foohs noch einmal als Festredner beim Katholikentag der Diözese Speyer, in seiner früheren Pfarrei Johanniskreuz auf. Er hielt dort eine Rede zum 40. Todestag Ludwig Windthorsts, mit dem Titel: „Windthorst und unsere Zeit“. Es sollte der letzte dieser Katholikentage vor dem Zweiten Weltkrieg sein. 1932 fiel er aus, wegen einer am selben Tag stattfindenden Großveranstaltung der Zentrumspartei in Ludwigshafen am Rhein, bei der Reichskanzler Heinrich Brüning sprach; ab 1933 konnten die Diözesan-Katholikentage nicht mehr stattfinden.

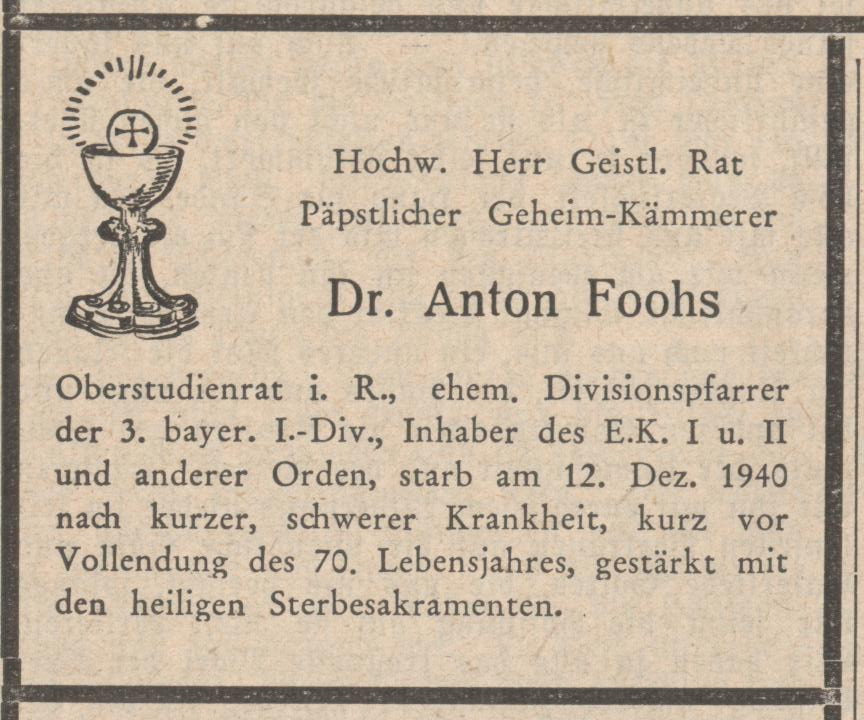
Todesanzeige für Anton Foohs

Anton Foohs ging 1935 in Pension und übersiedelte von Würzburg nach München. Am 24. März 1938 ernannte ihn Papst Pius XI. zum Päpstlichen Geheimkämmerer. Kurz vor Vollendung seines 70. Lebensjahres starb der Priester in einer Münchner Klinik, die er wegen seines Herzleidens hatte aufsuchen müssen, an „Herzlähmung“. Beerdigt wurde er in Hainfeld in der Pfalz, im Familiengrab seines Bruders August Foohs. Anton Foohs hatte zahlreiche Auszeichnungen, darunter das Eiserne Kreuz I. und II. Klasse, den Bayerischen Militärverdienstorden 4. Klasse mit Krone und Schwertern, die Prinzregent-Luitpold-Medaille, sowie das Verwundetenabzeichen in Schwarz, für zweimalige Verwundung.

## Nachruhm
Im Jahrbuch 2008 des Klerusblattverlages München Diener im Weinberg des Herrn, Priesterpersönlichkeiten aus zwölf Diözesen erschien eine biografische Skizze des Priesters von Hans Ammerich. Dadurch erinnerte man sich auch in der Pfalz wieder an den markanten Geistlichen und die Pfälzische Gesellschaft zur Förderung der Wissenschaften publizierte 2010 seine kommentierten und bebilderten Tagebuchaufzeichnungen aus dem Ersten Weltkrieg, unter dem Titel Verzicht auf Revanche. Das Kriegstagebuch 1914/18 des Divisionspfarrers der Landauer Garnison Dr. Anton Foohs.